# Jacques Ancel
Pour les articles homonymes, voir Ancel.
Jacques Simon Ancel, né le 22 juillet 1882 à Parmain (Seine-et-Oise) et mort en le 1er décembre 1943 (Drancy), est un géographe et géopolitologue français. Il est l'une des premières grandes figures de la géopolitique française.

## Biographie

### Jeunesse et études
Jacques Ancel naît à Parmain en Seine-et-Oise dans une famille de confession juive. Il est le cousin de Jean-Jacques Bernard.
Il est agrégé d'histoire et géographie en 1908. Il est titulaire d'un doctorat.
Si la Première Guerre mondiale l'éloigne des études doctorales, il consacre une thèse de doctorat, soutenue en 1930, à La Macédoine, son évolution contemporaine. Elle est publiée,.

### Parcours professionnel
Il participe à plusieurs cabinets ministériels dans les années 1900.
Mobilisé en 1914 comme soldat au 167e régiment d'infanterie, il est blessé à deux reprises sur le durant la bataille de Lorraine. Il rejoint le 21e régiment d'infanterie en 1915 avec lequel il participe à la bataille de Verdun. En 1916, il est envoyé sur le front d'Orient et termine la guerre comme capitaine, chef du service politique à l'État-major de l'armée française d'Orient. Son parcours militaire lui vaut de recevoir la croix de guerre et d'être fait chevalier de la Légion d'honneur à titre militaire (il est promu officier en 1933).
Georges Clemenceau le convie à la conférence de la paix de Paris de 1919 afin qu'il prête appui à la délégation française dans la défense des revendications françaises sur l'Alsace-Lorraine.
Il est successivement professeur aux collèges de Vannes et de Péronne, puis au lycée Chaptal. Il est chargé de cours à partir de 1924 à HEC Paris. En mai 1938, alors que la chaire d'histoire et de civilisation des peuples slaves devient vacante à l'Institut des hautes études internationales de l'université de Paris à la suite de la mort de Louis Eisenmann, Jacques Ancel est élu à ce poste. Il y donne, pour la première fois en France, un cours de géopolitique. Il est élu maître de conférences à la Sorbonne en 1939. Il aurait également enseigné à l'École libre des sciences politiques,.
Il est destitué de son poste universitaire du fait des lois sur le statut des juifs de 1940. Il est arrêté en décembre 1941 lors de la « Rafle des notables », et interné d'abord dans le camp de Drancy, puis, de 1941 à 1942, au camp de Royallieu, à Compiègne. Épuisé par cet épisode et par les privations, il meurt près d'Alloue, en Charente prématurément en décembre 1943.

### Autres fonctions
Il est directeur de collection aux éditions Delagrave, où il s'efforce notamment de faire connaître les questions de géographie politique à un large public.
Il est membre correspondant de l'Académie roumaine et de plusieurs sociétés savantes.

## Apports
Spécialiste de géographie politique, entre Ratzel et Vidal de la Blache dont il est l'élève direct à la Sorbonne, il se concentre, surtout dans l'entre-deux-guerres, sur les questions d'Orient et d'Europe balkanique.
Jacques Ancel est surtout connu pour avoir publié en France le premier ouvrage consacré à la géopolitique, en 1936, sous le titre de Géopolitique. Il y critique les fondateurs allemands de la discipline pour leurs vues qu'il taxe de pangermanistes.
Il publie en 1938 Géographie des frontières, son maître ouvrage, où il analyse l'expression de frontière naturelle et montre le caractère artificiel de ces frontières. Le livre est préfacé par André Siegfried. Frans van Kalken en fait une recension très positive en 1939. L’œuvre est considérée comme l'un des écrits majeurs de la première vague de géopolitique française.

## Prises de positions

### Instrumentalisation de la géopolitique
Jacques Ancel, en même temps qu'il participe à la fondation de la géopolitique en France, se montre particulièrement critique envers les excès de la géopolitique allemande, volontiers identitaire et racialiste. Dans sa Géographie des frontières (1938), il écrit : « Aujourd’hui les géographes, enrégimentés dans l’hitlérisme, s’efforcent de bâtir à l’avance un Mitteleuropa. Mais ils habillent leurs prétentions outrancières des oripeaux d’une pseudo-géographie ».
Il s'oppose, dans les années 1930, à un ouvrage de Daniel Halévy, et écrit au directeur de L'Ordre où publie Halévy pour dénoncer un livre « qui rejoint les philosophes de l'hitlérisme ».

### Engagements politiques
Admirateur d'Aristide Briand, il est ensuite partisan d'une politique ferme contre Adolf Hitler.
Il est engagé dans un débat épistolaire avec Karl Haushofer, tenant de la géopolitique allemande. Ancel défend contre sa conception ethnique de la nation une conception proche de celle d'Ernest Renan.

## Distinctions
- Officier de la Légion d'honneur (1933)
- Croix de guerre 1914–1918

## Publications
- 1901, Une page inédite de Saint-Simon, Revue des études historiques, année 67, p. 385-401
- 1902, La formation de la colonie du Congo français (1843-1882), Bulletin du Comité de l'Afrique française
- 1919, L'unité de la politique bulgare (1870-1919), éditions Bossard
- 1921, Les travaux et les jours de l'Armée d'Orient (1915-1918), éditions Bossard
- 1923, Manuel historique de la question d'Orient (1792-1923), Delagrave
- 1926, Peuples et nations des Balkans: géographie politique, Armand Colin (réédité par CTHS en 1992)
- 1928, Les Balkans face à l'Italie, Delagrave
- 1929, Manuel de politique européenne, histoire diplomatique de l'Europe (1871-1914), Presses universitaires
- 1929, Histoire diplomatique de l'Europe (1871-1914), tome II: 1904-1914, Presses universitaires (sous la direction de Henri Hauser)
- 1930, Histoire contemporaine (1815-1930), Delagrave
- 1930, La Macédoine: son évolution contemporaine, Delagrave
- 1931, Histoire contemporaine depuis le milieu du XIXe siècle, Delagrave (avec la collaboration d'Henri Calvet)
- 1936, Géopolitique, Delagrave
- 1936, Manuel géographique de politique européenne. Tome 1. L'Europe centrale, Delagrave
- 1938, Géographie des frontières, préface d'André Siegfried, Gallimard
- 1940, Manuel géographique de politique européenne. Tome 2. L'Allemagne, Delagrave
- 1945, Slaves et Germains, Armand Colin.